# 1948. évi nyári olimpiai játékok

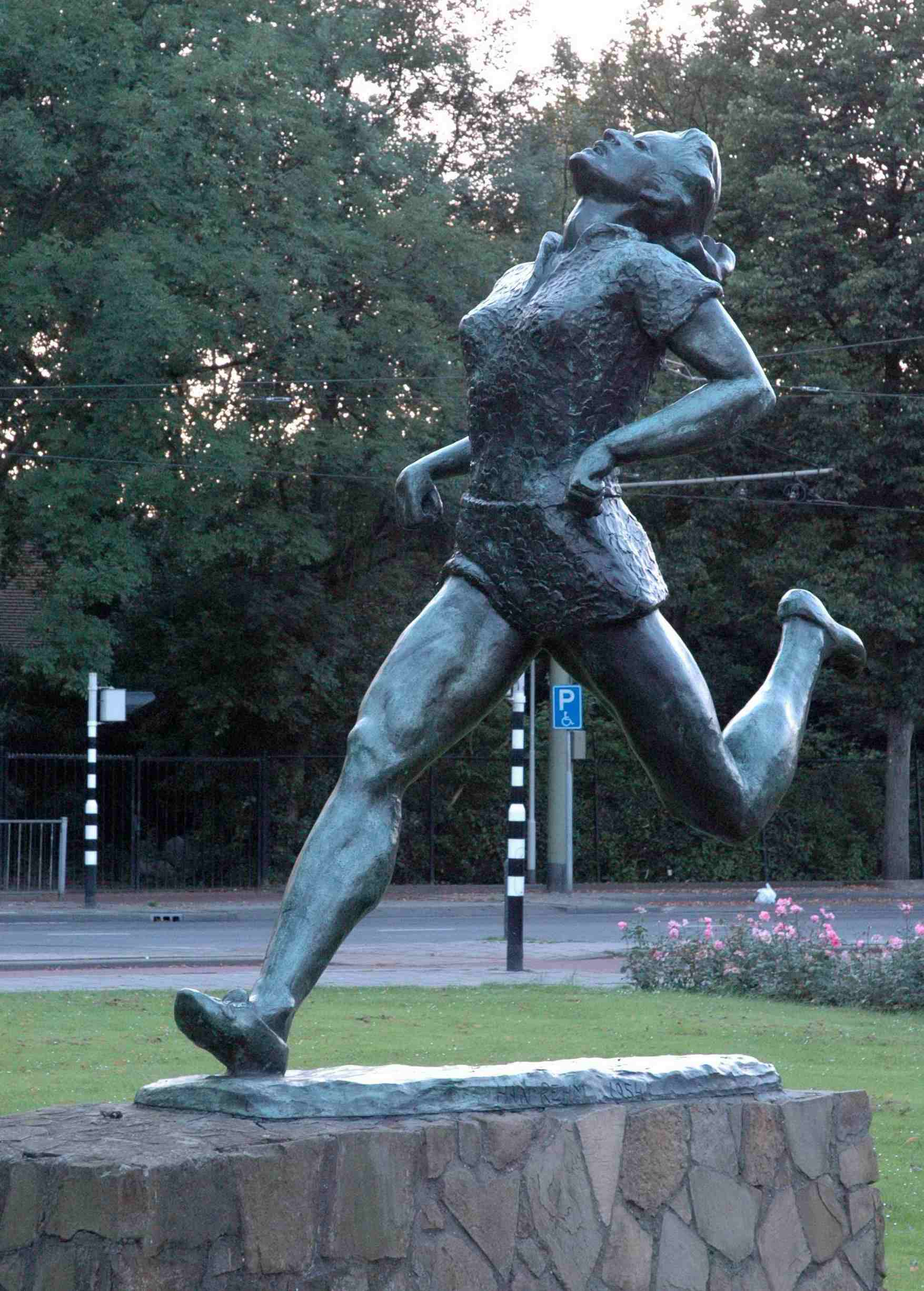
Fanny Blankers-Koen szobra Rotterdamban

Az 1948. évi nyári olimpiai játékokat, hivatalos nevén a XIV. nyári olimpiai játékokat 1948. július 29. és augusztus 14. között rendezték meg az Egyesült Királyság fővárosában, Londonban.
A második világháború miatt tizenkét éves szünet volt a négyévenként megrendezett olimpiák sorában. Az elmaradt 1940-es és 1944-es nyári olimpia csak sorszámot kapott. Az 1940-es, XII. nyári olimpia rendezésére eredetileg – London, majd Tokió lemondása után – Helsinki kapott jogot, a háború kitörése azonban megakadályozta a játékok megrendezését. Szintén elmaradt a XIII. nyári olimpia, melynek rendezésére a Nemzetközi Olimpiai Bizottság (NOB) nyolc város közül – szavazással – Londont választotta ki. A második világháború utáni első olimpia rendezésére hat város pályázott, de a NOB a rendezési jogot szavazás nélkül Londonnak ítélte.
A háborúban vesztes Németország nem kapott meghívót, Japán nem fogadta el, a szovjetek pedig még kitartottak elszigeteltségük mellett.
A versenyeken ötvenkilenc nemzet négyezer-száznégy sportolója vett részt.

## Érdekességek
- A női atlétikaversenyek kiemelkedő alakja, a 30 éves holland Fanny Blankers-Koen négy aranyérmet nyert, előtte az 1936. évi nyári olimpiai játékokon 18 évesen magasugrásban 6. lett.
- A játékok történetében először fordult elő, hogy egyetlen férfi atléta sem nyert két bajnoki címet.
- Drámai pillanatokban bővelkedett a nehéz terepen lebonyolított maratoni futás. A stadionba elsőként a belga Étienne Gailly érkezett, de annyira kimerülten, hogy végül ketten is megelőzték.
- Ez volt az utolsó olimpia, amelyen művészeti versenyeket is rendeztek. A Nemzetközi Olimpiai Bizottság döntése szerint ezután a játékokkal párhuzamosan rendezett kulturális kiállításokkal, művészeti bemutatókkal színesítik az olimpia programját.
- A férfi torna lólengés számában három finn tornász azonos pontszámmal végzett az első helyen, így mindhárman aranyérmet kaptak. A ma érvényes szabályozással ellentétben a második és harmadik helyezettet akkor is megállapították, ha többen végeztek az első helyen, így ezen az olimpián lólengésben öt érmet adtak ki.
- Meglepetésre a női atlétika súlylökés és diszkoszvetés számát Micheline Ostermayer francia zongoraművésznő nyerte.
- A díjlovaglás csapatversenyét eredetileg Svédország csapata nyerte, 1949-ben a Nemzetközi Lovas Szövetség javaslatára azonban a győztes csapatot utólag törölték az indulók listájáról és megfosztották bajnoki címétől. A döntés hátterében az állt, hogy – 1952-ig – a szabályok szerint díjlovaglásban csak tiszti állományban lévők indulhattak, és a svéd csapat egyik tagjáról a Nemzetközi Lovas Szövetség kiderítette, hogy nem tiszti állományú volt, hanem csak altiszti.

### Magyar vonatkozások
- Egyéni számban Elek Ilona volt az egyedüli, aki meg tudta védeni tizenkét évvel korábbi bajnoki címét. Az 1936. évi olimpia aranyérmesei közül Gerevich Aladár és Berczelly Tibor férfi kardvívásban, továbbá a csehszlovák Jan Brzak kenu kettesben ismét olimpiai bajnok lett.
- Az összesen hétszeres olimpiai bajnok magyar vívó, Gerevich Aladár ezen az olimpián nyerte egyetlen egyéni bajnoki címét.
- Papp László ökölvívó kiemelkedő - háromszoros olimpiai bajnok - sportkarriere itt kezdődött.
- Tatán 1948 májusában jelölték ki az Olimpiai Edzőtábor helyét a sportolók részére, azért Tatára esett a választásuk, mert ennek a városnak a klímája hasonlított legjobban Londonéra.

## Részt vevő nemzetek
A háborúban vesztes országok közül nem hívták meg Németországot és Japánt. A játékokon a következő ötvenkilenc nemzet vett részt (közülük tizennégy első alkalommal):
- Afganisztán (AFG) (25 – 25 férfi)
- Argentína (ARG) (199 – 188 férfi, 11 nő)
- Ausztrália (AUS) (75 – 66 férfi, 9 nő)
- Ausztria (AUT) (144 – 113 férfi, 31 nő)
- Belgium (BEL) (152 – 132 férfi, 20 nő)
- Bermuda (BER) (12 – 10 férfi, 2 nő)
- Brazília (BRA) (70 – 59 férfi, 11 nő)
- Brit Guyana (GUY) (4 – 4 férfi)
- Burma (BIR) (4 – 4 férfi)
- Ceylon (CEY) (7 – 7 férfi)
- Chile (CHI) (54 – 50 férfi, 4 nő)
- Csehszlovákia (TCH) (87 – 73 férfi, 14 nő)
- Dánia (DEN) (162 – 144 férfi, 18 nő)
- Dél-afrikai Unió (RSA) (35 – 34 férfi, 1 nő)
- Dél-Korea (KOR) (46 – 45 férfi, 1 nő)
- Egyesült Államok (USA) (300 – 262 férfi, 38 nő)
- Egyiptom (EGY) (85 – 85 férfi)
- Finnország (FIN) (129 – 123 férfi, 6 nő)
- Franciaország (FRA) (316 – 279 férfi, 37 nő)
- Fülöp-szigetek (PHI) (26 – 26 férfi)
- Görögország (GRE) (61 – 60 férfi, 1 nő)
- Hollandia (NED) (149 – 115 férfi, 34 nő)
- India (IND) (79 – 79 férfi)
- Irak (IRQ) (11 – 11 férfi)
- Irán (IRI) (36 – 36 férfi)
- Írország (IRL) (73 – 68 férfi, 5 nő)
- Izland (ISL) (20 – 17 férfi, 3 nő)
- Jamaica (JAM) (13 – 9 férfi, 4 nő)
- Jugoszlávia (YUG) (90 – 79 férfi, 11 nő)
- Kanada (CAN) (118 – 100 férfi, 18 nő)
- Kínai Köztársaság (ROC) (31 – 31 férfi)
- Kolumbia (COL) (6 – 6 férfi)
- Kuba (CUB) (53 – 53 férfi)
- Lengyelország (POL) (37 – 30 férfi, 7 nő)
- Libanon (LIB) (8 – 8 férfi)
- Liechtenstein (LIE) (2 – 2 férfi)
- Luxemburg (LUX) (45 – 42 férfi, 3 nő)
- Magyarország (HUN) (128 – 107 férfi, 21 nő)
- Málta (MLT) (1 – 1 férfi)
- Mexikó (MEX) (88 – 81 férfi, 7 nő)
- Monaco (MON) (4 – 4 férfi)
- Nagy-Britannia (GBR) (398 – 331 férfi, 67 nő)
- Norvégia (NOR) (81 – 77 férfi, 4 nő)
- Olaszország (ITA) (213 – 193 férfi, 20 nő)
- Pakisztán (PAK) (35 – 35 férfi)
- Panama (PAN) (1 – 1 férfi)
- Peru (PER) (41 – 41 férfi)
- Portugália (POR) (48 – 48 férfi)
- Puerto Rico (PUR) (9 – 9 férfi)
- Spanyolország (ESP) (65 – 65 férfi)
- Svájc (SUI) (181 – 173 férfi, 8 nő)
- Svédország (SWE) (181 – 162 férfi, 19 nő)
- Szingapúr (SIN) (1 – 1 férfi)
- Szíria (SYR) (1 – 1 férfi)
- Trinidad és Tobago (TRI) (5 – 5 férfi)
- Törökország (TUR) (58 – 57 férfi, 1 nő)
- Új-Zéland (NZL) (7 – 6 férfi, 1 nő)
- Uruguay (URU) (61 – 60 férfi, 1 nő)
- Venezuela (VEN) (1 – 1 férfi)

## Olimpiai versenyszámok
Az olimpián – a művészeti versenyeket is beleértve – tizennyolc sportág összesen húsz szakágában százötven versenyszámot rendeztek. A férfi torna lólengés számában az első helyen hármas holtverseny alakult ki, így ebben a számban három olimpiai bajnokot avattak. A művészeti versenyek díjazottjait nem feltüntető éremtáblázatban így százharminchat versenyszám százharmincnyolc aranyérmese szerepel.
A hivatalos program a következő versenyszámokat tartalmazta:
| Versenyszámok az 1948. évi nyári olimpiai játékokon |        |        |        |        |       |          |
| Sportág, szakág                                     | Egyéni | Egyéni | Csapat | Csapat | nyílt |          |
| Sportág, szakág                                     | férfi  | női    | férfi  | női    | nyílt | összesen |
| Atlétika                                            | 22     | 8      | 2      | 1      | 0     | 33       |
| Birkózás                                            | 16     | 0      | 0      | 0      | 0     | 16       |
| Evezés                                              | 1      | 0      | 6      | 0      | 0     | 7        |
| Gyeplabda                                           | 0      | 0      | 1      | 0      | 0     | 1        |
| Kajak-kenu                                          | 4      | 1      | 4      | 0      | 0     | 9        |
| Kerékpározás                                        | 3      | 0      | 3      | 0      | 0     | 6        |
| Kosárlabda                                          | 0      | 0      | 1      | 0      | 0     | 1        |
| Labdarúgás                                          | 0      | 0      | 1      | 0      | 0     | 1        |
| Lovaglás                                            | 3      | 0      | 3      | 0      | 0     | 6        |
| Műugrás                                             | 2      | 2      | 0      | 0      | 0     | 4        |
| művészeti versenyek                                 | 0      | 0      | 0      | 0      | 14    | 14       |
| Ökölvívás                                           | 8      | 0      | 0      | 0      | 0     | 8        |
| Öttusa                                              | 1      | 0      | 0      | 0      | 0     | 1        |
| Sportlövészet                                       | 4      | 0      | 0      | 0      | 0     | 4        |
| Súlyemelés                                          | 6      | 0      | 0      | 0      | 0     | 6        |
| Torna                                               | 7      | 0      | 1      | 1      | 0     | 9        |
| Úszás                                               | 5      | 4      | 1      | 1      | 0     | 11       |
| Vitorlázás                                          | 1      | 0      | 4      | 0      | 0     | 5        |
| Vívás                                               | 3      | 1      | 3      | 0      | 0     | 7        |
| Vízilabda                                           | 0      | 0      | 1      | 0      | 0     | 1        |
|                                                     |        |        |        |        |       |          |
| Összesen                                            | 86     | 16     | 31     | 3      | 14    | 150      |

## Éremtáblázat
Harminchét ország nyert érmet. A házigazda brit csapat az éremtáblázaton a tizenkettedik helyen végzett. Az éremtáblázat a művészeti versenyek díjazottjait nem tünteti fel.
(A táblázatban a magyar csapat eltérő háttérszínnel, az egyes oszlopok legmagasabb értéke, vagy értékei vastagítással kiemelve.)
| Az 1948. évi nyári olimpiai játékok éremtáblázatának első tíz helyezettje | Az 1948. évi nyári olimpiai játékok éremtáblázatának első tíz helyezettje | Az 1948. évi nyári olimpiai játékok éremtáblázatának első tíz helyezettje | Az 1948. évi nyári olimpiai játékok éremtáblázatának első tíz helyezettje | Az 1948. évi nyári olimpiai játékok éremtáblázatának első tíz helyezettje | Olimpia  |
| ------------------------------------------------------------------------- | ------------------------------------------------------------------------- | ------------------------------------------------------------------------- | ------------------------------------------------------------------------- | ------------------------------------------------------------------------- | -------- |
|                                                                           | Ország                                                                    | Arany                                                                     | Ezüst                                                                     | Bronz                                                                     | Összesen |
| 1.                                                                        | Egyesült Államok (USA)                                                    | 38                                                                        | 27                                                                        | 19                                                                        | 84       |
| 2.                                                                        | Svédország (SWE)                                                          | 16                                                                        | 11                                                                        | 17                                                                        | 44       |
| 3.                                                                        | Franciaország (FRA)                                                       | 10                                                                        | 6                                                                         | 13                                                                        | 29       |
| 4.                                                                        | Magyarország (HUN)                                                        | 10                                                                        | 5                                                                         | 12                                                                        | 27       |
| 5.                                                                        | Olaszország (ITA)                                                         | 8                                                                         | 11                                                                        | 8                                                                         | 27       |
| 6.                                                                        | Finnország (FIN)                                                          | 8                                                                         | 7                                                                         | 5                                                                         | 20       |
| 7.                                                                        | Törökország (TUR)                                                         | 6                                                                         | 4                                                                         | 2                                                                         | 12       |
| 8.                                                                        | Csehszlovákia (TCH)                                                       | 6                                                                         | 2                                                                         | 3                                                                         | 11       |
| 9.                                                                        | Svájc (SUI)                                                               | 5                                                                         | 10                                                                        | 5                                                                         | 20       |
| 10.                                                                       | Dánia (DEN)                                                               | 5                                                                         | 7                                                                         | 8                                                                         | 20       |
|                                                                           |                                                                           |                                                                           |                                                                           |                                                                           |          |
| Összesen                                                                  | Összesen                                                                  | 138                                                                       | 135                                                                       | 138                                                                       | 411      |

## Magyar részvétel
Az olimpián 182 sportoló képviselte Magyarországot. Az ország súlyos nehézségei ellenére sikerült túlszárnyalni az 1936. évi nyári olimpiai játékokon elért eredményt: a magyar sportolók összesen 28 érmet, 10 arany-, 5 ezüst- és 13 bronzérmet nyertek. A helyezések alapján számított 199 olimpiai pont 65-tel több, mint az előző olimpián elért eredmény.
A magyar csapat szerepléséről részletesen lásd a Magyarország az 1948. évi nyári olimpiai játékokon szócikket.

## Közvetítések
A Magyar Rádió ezúttal is élőben, a helyszínről számolt be a játékokról, a riporterek Szepesi György és Gulyás Gyula voltak.